# جيم دوفي (كاتب)
جيم دوفي (بالإنجليزية: Jim Duffy)‏ هو كاتب سيناريو ورسام رسوم متحركة أمريكي، ولد في 2 يوليو 1937، وتوفي في 23 مارس 2012 بسبب سرطان.

## وصلات خارجية
- جيم دوفي على موقع IMDb (الإنجليزية)
- جيم دوفي على موقع قاعدة بيانات الفيلم (الإنجليزية)